# Lista över naturreservat i Uppsala län
Detta är en lista över naturreservat i Uppsala län, sorterade efter kommun.

## Enköpings kommun
- Bryggholmens naturreservat
- Fageruddsåsens naturreservat
- Fockstas naturreservat
- Grönsö naturreservat
- Haga ekbackars naturreservat
- Hagalunds naturreservat
- Hemstas naturreservat
- Hjulsta ekhagars naturreservat
- Hjälstavikens naturreservat
- Hårsbäcksdalens naturreservat
- Härjarö naturreservat
- Landholmarna och Landholmsängarnas naturreservat
- Norra Björkfjärdens naturreservat (del i Uppsala län)
- Nybylunds naturreservat
- Röllingens naturreservat
- Signalbergets naturreservat
- Skattmansöådalens naturreservat
- Tedaröns naturreservat
- Torslundagropens naturreservat
- Uvbergets naturreservat
- Veckholms prästholme
- Vånsjöåsens naturreservat

## Heby kommun
- Aspnäs naturreservat
- Bruskebo naturreservat
- Falshålets naturreservat
- Flenningeskogens naturreservat
- Gräsbo naturreservat
- Halmdals naturreservat
- Hedesundafjärdens naturreservat
- Huddunge stormosses naturreservat
- Hårsbäcksdalens naturreservat
- Ingbokällornas naturreservat
- Kalvnäsets naturreservat
- Kerstinbomyrans naturreservat
- Lindsta naturreservat
- Långhällsmossens naturreservat
- Marstalla naturreservat (västra delen)
- Marstalla naturreservat (östra delen)
- Myrkarby naturreservat
- Nordansjö naturreservat
- Rotfallets naturreservat
- Ruthagsskogens naturreservat
- Rävkilarnas naturreservat
- Sjömossen-Svinasjöns naturreservat
- Skallerborns naturreservat
- Skattmansöådalens naturreservat
- Svartkärrets naturreservat, Uppsala län
- Sörbo norras naturreservat
- Sörbo södras naturreservat
- Tränviksmossens naturreservat
- Vida naturreservat
- Villingeskogens naturreservat
- Ölstabrändans naturreservat
- Östa naturreservat

## Håbo kommun
- Arnöhuvuds naturreservat
- Ekillaåsens naturreservat
- Granåsens naturreservat
- Hjälstavikens naturreservat
- Kalmarnäslandets naturreservat
- Sandhagens naturreservat
- Sandviksåsen
- Skoklosters naturreservat

## Knivsta kommun
- Gredelby hagar och Trunsta träsk
- Kungshamn-Morgas naturreservat
- Moralundsskiftets naturreservat
- Rickebasta alsumpskog
- Södra Lunsens naturreservat
- Ängbyskogens naturreservat

## Tierps kommun
- Björns skärgårds naturreservat
- Bolstan-Vads naturreservat
- Bondskärets naturreservat
- Bredforsens naturreservat
- Båtfors naturreservat
- Djupfjärds naturreservat
- Ersta naturreservat
- Florarnas naturreservat
- Gårdskärskustens naturreservat
- Göksnåre naturreservat
- Hållnäskustens naturreservat
- Iggelbo naturreservat
- Ingbokällornas naturreservat
- Kapplasse naturreservat
- Knaperbergets naturreservat
- Källarbergets naturreservat
- Lerornas naturreservat
- Lissmossens naturreservat
- Lohusmyrs naturreservat
- Långnäsets naturreservat
- Munga-Sandarnas naturreservat
- Odenslätts naturreservat
- Rönnfjärdsskogens naturreservat
- Sandbyskogens naturreservat
- Saxmarkens naturreservat
- Skaten-Rångsens naturreservat
- Skvallermyrens naturreservat
- Slada naturreservat
- Strönningsviks naturreservat
- Sund-Julös naturreservat
- Sätra naturreservat
- Säva mosses naturreservat
- Yttröskogens naturreservat
- Ängskärs naturreservat

## Uppsala kommun
- Anddalsglupens naturreservat
- Aspbladsmossens naturreservat
- Björnsundets naturreservat
- Bokarens naturreservat
- Bångmossens naturreservat
- Dammens naturreservat
- Djurgårdens naturreservat, Uppland
- Edshammarsskogens naturreservat
- Ekdalens naturreservat
- Fiby urskogs naturreservat
- Fjällnora naturreservat
- Forsvretens naturreservat
- Fockstas naturreservat
- Fullerö backars naturreservat
- Fäbodmossens naturreservat
- Gula Stigens naturreservat
- Gåsholmens naturreservat
- Hammarskogs naturreservat
- Hocksboglupens naturreservat
- Hågadalen-Nåstens naturreservat
- Hästhagen-Kilholmens naturreservat
- Högstaåsens naturreservat
- Kronparkens naturreservat
- Lindsjöns naturreservat
- Långnäsets naturreservat
- Norra Lunsens naturreservat
- Nyborgs naturreservat
- Nåntuna lunds naturreservat
- Oxhagens naturreservat
- Pansaruddens naturreservat
- Risboskogens naturreservat
- Ryggmossens naturreservat
- Ryttarhagens naturreservat
- Slåttmyrans naturreservat
- Stadsskogens naturreservat
- Stigsbo rödmosses naturreservat
- Stora brandens naturreservat
- Storskogens naturreservat, Uppsala kommun
- Styggkärrets naturreservat
- Svanhusskogens naturreservat
- Sånkkärrets naturreservat
- Tjäderleksmossens naturreservat
- Tvigölingeskogens naturreservat
- Uppsala kungsängs naturreservat
- Viksta stentorg
- Vreta udds naturreservat
- Vårdsätra naturpark
- Årike Fyris
- Älvgärde naturreservat
- Örby hagars naturreservat
- Örnsätraskogens naturreservat

## Älvkarleby kommun
- Billuddens naturreservat
- Båtfors naturreservat
- Bölsjöns naturreservat
- Gropholmarnas naturreservat
- Gårdskärskustens naturreservat
- Häcksörens naturreservat
- Komossens naturreservat
- Mararnas naturreservat
- Tångsåmurarnas naturreservat

## Östhammars kommun
- Andersby ängsbackars naturreservat
- Aspbo naturreservat
- Bruksbystans naturreservat
- Dansarbergs naturreservat
- Edskärrets naturreservat
- Ekbäckens naturreservat
- Fageröns naturreservat
- Florarnas naturreservat
- Granlidens naturreservat
- Grillskärets naturreservat
- Grundsjöns naturreservat
- Gräsö gårds naturreservat
- Gräsö östra skärgårds naturreservat
- Hargs tallparks naturreservat
- Havsviks naturreservat
- Holmskatens naturreservat
- Hovön-Alnöns naturreservat
- Högbergsmossens naturreservat
- Högbådans naturreservat
- Idekvistmyrens naturreservat
- Idöns naturreservat
- Kallriga naturreservat
- Klubbträskets naturreservat
- Kodödkärrets naturreservat
- Lyssnarbergets naturreservat
- Länsö naturreservat
- Marka-Sandika naturreservat
- Mässmyrfallets naturreservat
- Norrboda-Jomales naturreservat
- Norrboda-Kråkans naturreservat
- Norrboda-Ugglans naturreservat
- Rörmars naturreservat
- Simundö naturreservat
- Skaten-Rångsens naturreservat
- Skräddarmossens naturreservat
- Slätön-Medholma naturreservat
- Snöbottenkärrets naturreservat
- Svanhusskogens naturreservat
- Tuskösundets naturreservat
- Valkrörs naturreservat
- Vamsta naturreservat
- Vildöknens naturreservat
- Ånö naturreservat
- Örskär
- Öster-Mörtarö naturreservat
- Östra Tvärnö naturreservat